# Ginger e Fred
Ginger e Fred é um filme italiano de 1986, do gênero comédia, dirigido por Federico Fellini.
O filme foi denunciado nos Estados Unidos por violação de marca registrada por Ginger Rogers, que processou o produtor Alberto Grimaldi com base na Lei Lanham. Também reclamou de difamação sob uma "falsa luz". O Segundo Circuito rejeitou o caso, afirmando que (tradução livre) "suprimir o artisticamente relevante apesar de ambíguo título do filme" por razões de marca registrada "restringe indevidamente o direito de expressão".

## Elenco
- Giulietta Masina...Amelia Bonetti "Ginger"
- Marcello Mastroianni...Pippo Botticella "Fred"
- Franco Fabrizi — apresentador
- Ezio Marano — intelectual
- Totò Mignone — Totò
- Jacques Henri Lartigue — Frade volante
- Augusto Poderosi — travesti
- Frederick Ledebur — L'ammiraglio
- Barbara Herrera — Conchita

## Sinopse
Amélia e Pippo são dançarinos e sapateadores que nos anos de 1940 se apresentavam como um casal imitando os artistas de cinema norte-americanos Fred Astaire e Ginger Rogers. Com o sucesso, adotaram o nome artístico "Ginger e Fred". 30 anos depois de se separarem, e sem saber mais um do outro, são convidados a se apresentarem num segmento de "nostalgia" em um programa de TV de auditório. Os dois se encontram no hotel e aos poucos relembram do tempo que trabalhavam juntos, assim como também conhecem as demais atrações do programa, todas bizarras, tais como um casal que diz que grava vozes dos mortos, um travesti caridoso que visita presos nas cadeias, um idoso padre de quem se diz realizar milagres como levitação e assim por diante. Amelia e Pippo, ao perceberem que serão usados, por diversas vezes ficam a ponto de abandonarem tudo e fugir, principalmente quando ocorre um "apagão" pouco antes de iniciarem o número de dança, mas a vontade de se reverem e dançarem juntos novamente os fazem superar os medos e as dificuldades físicas e emocionais e se apresentam pela última vez.

## Indicação a prêmio
Ginger e Fred foi indicado como "Melhor Filme Estrangeiro" de 1986 pelo National Board of Review of Motion Pictures.